# Kolegium Analiz Ekonomicznych Szkoły Głównej Handlowej w Warszawie
Kolegium Analiz Ekonomicznych (KAE) – jedno z pięciu kolegiów Szkoły Głównej Handlowej w Warszawie, utworzone w 1992 r. po reformie uczelni polegającej na oddzieleniu zarządzania dydaktyką od badań naukowych, w wyniku czego SGH stała się uczelnią bezwydziałową, a sprawy nauki zostały powierzone kolegiom zrzeszającym instytuty i katedry.

## Utworzenie
Kolegium Analiz Ekonomicznych zostało utworzone dzięki możliwościom, jakie stworzyła reforma uczelni po wyborach w 1990 roku. Koncepcja reformy, przygotowana przez Społeczny Komitet, w którym główną rolę odgrywali późniejsi pracownicy Kolegium, zakładała oddzielenie organizacji i zarządzania dydaktyką od badań naukowych. Grupa pracowników uczelni, składająca się z przedstawicieli katedr i instytutów zajmujących się metodami ilościowymi z Wydziału Finansów i Statystyki wraz z zespołem Katedry Ekonomii Politycznej na Wydziale Handlu Wewnętrznego (Wakarowskiej) przygotowała projekt utworzenia Kolegium, które stwarzałoby warunki do interdyscyplinarnej współpracy naukowej przedstawicieli różnych dyscyplin naukowych, jak również projektowania oferty dydaktycznej. W opracowanym przez tę grupę projekcie założycielskim, stanowiącym jednocześnie zaproszenie szerokiego grona pracowników uczelni do udziału w Kolegium, napisano:
„Kolegium skupia pracowników nauki, zajmujących się badaniem zachowań jednostek, organizacji gospodarczych (mikroekonomia, socjologia, psychologia), badaniem procesów ekonomicznych, społecznych, ich uwarunkowań i konsekwencji (makroekonomia, finanse, demografia, informatyka, ekonomia regionalna). Badania zorientowane są zarówno na rozwijanie teorii ekonomii oraz innych nauk społecznych, jak i rozwój metod analizy ekonomii stosowanej, matematyki stosowanej, statystyki stosowanej. Kolegium będzie inicjować i wspierać prowadzenie interdyscyplinarnych badań”.
W skład grupy założycieli Kolegium Analiz Ekonomicznych wchodzili następujący pracownicy: Elżbieta Adamowicz, Janusz Beksiak, Wiesław Flakiewicz, Jan Goliński, Stanisław Góra, Urszula Grzelońska, Jerzy Holzer, Janina Jóźwiak, Roman Kulczycki, Andrzej Luszniewicz, Aleksander Müller, Tomasz Panek, Bogdan Stefanowicz. Funkcję pełnomocnika Rektora ds. utworzenia Kolegium Analiz Ekonomicznych rektor Aleksander Müller powierzył Elżbiecie Adamowicz.
Na zaproszenie do współpracy pozytywnie odpowiedzieli pracownicy czterech z pięciu istniejących wydziałów: Ekonomiki Produkcji, Finansów i Statystyki, Handlu Wewnętrznego, Handlu Zagranicznego oraz jednostek usytuowanych w strukturach ponadwydziałowych. W skład nowo tworzonego Kolegium Analiz Ekonomicznych weszły następujące jednostki: Instytut Ekonometrii, Instytut Statystyki i Demografii, Instytut Rozwoju Gospodarczego, Katedra Ekonomii I, Katedra Badań Koniunktury, Katedra Międzynarodowych Studiów Porównawczych, Katedra Polityki Ekonomicznej i Przestrzennej oraz Katedra Systemów Informacyjnych. Senat SGH na posiedzeniu w dniu 22 kwietnia 1992 roku zatwierdził strukturę organizacyjną Kolegium (Uchwała nr 55).
Pierwsze posiedzenie Kolegium Analiz Ekonomicznych odbyło się 12 czerwca 1992 roku. W pierwszym składzie pracowników, przesłanym do Centralnej Komisji ds. Tytułu Naukowego i Stopni Naukowych w celu uzyskania uprawnień do promowania kadr naukowych, było 13 profesorów z tytułem naukowym i 20 pracowników posiadających stopień doktora habilitowanego. Etap tworzenia Kolegium zakończono w styczniu 1993 roku. 28 stycznia 1993 roku Rada Naukowa dokonała wyboru Pełnomocnika Kolegium na okres 15 II – 30 VIII 1993 roku. Został nim prof. dr hab. Janusz Beksiak. W czerwcu tego roku odbyły się wybory pierwszego dziekana Kolegium. Wybrano profesora Janusza Beksiaka, który pełnił tę funkcję przez dwie kadencje, w latach 1993–1999. Pierwszy dziekan Kolegium Analiz Ekonomicznych powołał nieformalny zespół do omawiania strategicznych problemów, związanych z rozwojem Kolegium. Przyjął on roboczą nazwę „Rada Starców”. Z czasem zespół przekształcił się w oficjalne ciało, Zespół Konsultacyjny ds. badań, później określany mianem Kolegium Dziekańskiego, a obecnie Radą Dziekańską, w skład której wchodzą kierownicy instytutów i katedr należących do Kolegium.

## Obecnie
Obecnie w skład Kolegium wchodzą następujące jednostki: Instytut Statystyki i Demografii, Instytut Ekonometrii, Instytut Informatyki i Gospodarki Cyfrowej, Instytut Ekonomii Matematycznej, Instytut Rozwoju Gospodarczego, Katedra Ekonomii Ilościowej, Katedra Międzynarodowych Studiów Porównawczych, Katedra Ekonomii I.
Badania w Kolegium prowadzone są na najwyższym poziomie naukowym, czego dowodem jest dwukrotne uzyskanie (w roku 2013 oraz 2017) kategorii A+. Koncentrują się głównie w obrębie dyscyplin ekonomia i finanse oraz nauki o zarządzaniu i jakości, ale mają charakter interdyscyplinarny, zarówno pod względem organizacyjnym, jak i merytorycznym. Dotyczą między innymi przekształceń systemowych, polityki i koniunktury gospodarczej, metod pomiaru i analizy procesów gospodarczych, demograficznych i społecznych oraz zastosowań systemów informatycznych, transformacji cyfrowej i analityki big data.
Kolegium popularyzuje wyniki swoich badań oraz podtrzymuje współpracę z innymi jednostkami naukowymi poprzez organizację konferencji i seminariów oraz wydawanie czasopism naukowych. Cykliczny charakter mają m.in. konferencje „Advanced Analytics and Data Science”, „Econometric Research in Finance Workshop” czy „Modelowanie danych panelowych: teoria i praktyka”. Natomiast do cenionych w środowisku ekonomicznym periodyków należą: „Gospodarka Narodowa. The Polish Journal of Economics”, „Studia Demograficzne”, „Roczniki Kolegium Analiz Ekonomicznych”, „Economic Research in Finance”, „Prace i Materiały Instytutu Rozwoju Gospodarczego”.
Instytuty i katedry współpracują zarówno w sferze projektów badawczych, jak i programów dydaktycznych. Pracownicy Kolegium są merytorycznie odpowiedzialni lub współodpowiedzialni za następujące kierunki studiów I i II stopnia prowadzone w Szkole Głównej Handlowej w Warszawie: Analiza danych – Big Data (Advanced Analytics – Big Data), E-biznes, Ekonomiczna Analiza Prawa (European Master in Law and Economics – EMLE), Erasmus Mundus Joint Master Degree (EMJMD) QEM – Models and Methods of Quantitative Economics, Metody Ilościowe w Ekonomii i Systemy Informatyczne (Quantitative Methods in Economics and Information Systems). Kolegium aktualnie oferuje również sześć programów studiów podyplomowych, które odpowiadają na bieżące potrzeby rynku pracy: Akademia Analityka z SAS, R & Python, Analityk Biznesowy – Profesjonalista na Styku IT i Biznesu, Business Intelligence – systemy wspomagania decyzji biznesowych, Inżynieria Danych – Big Data, Komunikacja Marketingowa w Internecie, Zarządzanie cyberbezpieczeństwem.
Liczni pracownicy Kolegium działają jako doradcy i eksperci w instytucjach państwowych i gospodarczych, również o zasięgu międzynarodowym.

## Dziekani i prodziekani

### Dziekani
- Janusz Beksiak (1993 – 1999)
- Janusz Stacewicz(inne języki) (1999 – 2005)
- Marek Rocki (2005 – 2012)
- Andrzej Kobyliński (2012)
- Joanna Plebaniak(inne języki) (2012 – 2020)
- Beata Czarnacka-Chrobot(inne języki) (od 2020)

### Prodziekani
- Eleonora Perkowska(inne języki) (1993 – 1995)
- Jacek Kłopotowski(inne języki) (1995 – 1999)
- Marek Męczarski(inne języki) (1999 – 2005)
- Małgorzata Rószkiewicz (2005 – 2008)
- Andrzej Kobyliński (2008 – 2012)
- Wiktoria Wróblewska(inne języki) (2012)
- Beata Czarnacka-Chrobot (2012 – 2020)
- Robert Kruszewski(inne języki) (od 2020)